# Salkosaari (ö i Norra Savolax, Inre Savolax, lat 62,99, long 26,61)
Salkosaari är en ö i Finland. Den ligger i sjön Nilakka och i kommunen Tervo i den ekonomiska regionen  Inre Savolax ekonomiska region  och landskapet Norra Savolax, i den centrala delen av landet, 300 km norr om huvudstaden Helsingfors. Öns största längd är 80 meter i sydöst-nordvästlig riktning.